# Diocèse de Jayapura
Le diocèse de Jayapura (en latin : Dioecesis Iayapuraensis) est une Église particulière de l'Église catholique en Indonésie, dont le siège est à Jayapura, dans la province de Papouasie.

## Histoire
La préfecture apostolique de Hollandia est créée le 12 mai 1949 par détachement du vicariat apostolique de Nouvelle-Guinée néerlandaise. Le 14 juin 1954, la préfecture est élevée au rang de vicariat apostolique.
Son territoire est découpé en 1959 pour créer la préfecture apostolique de Manokwari. Le 28 juin 1963, son nom change pour devenir vicariat apostolique de Kota Baru. Un an plus tard, son nom est à nouveau modifié en vicariat apostolique de Sukarnapura.
Le 15 novembre 1966, le vicariat apostolique est érigé en diocèse, devenant alors suffragant de l'archidiocèse de Merauke. Il change encore de nom en 1969 pour devenir diocèse de Djajapura puis finalement en 1973 pour prendre son nom actuel. Le 19 décembre 2003, son territoire est divisé pour créer le nouveau diocèse de Timika.
Le diocèse est depuis sa création, administré par des évêques issus de l'ordre des Frères mineurs (O.F.M.).

## Territoire
Le diocèse de Jayapura est divisé en quatre doyennés
- Jayapura
- Jayawijaya
- Kerom
- Pegunungan Bintang

Le siège du diocèse est la cathédrale du Christ-Roi de Jayapura.

## Ordinaires du diocèse

### Préfet apostolique
- Oscar Cremers, O.F.M. (1949-1954)

### Vicaire aostolique
- Rudolf Joseph Manfred Staverman, O.F.M. (1956-1966)

### Évêques
- Rudolf Joseph Manfred Staverman, O.F.M. (1966-1972)
- Herman Ferdinandus Maria Münninghoff, O.F.M. (1972-1997)
- Leo Laba Ladjar, O.F.M. (1997-2022)
- Yanuarius Teofilus Matopai You (2022- )

### Articles liés
- Catholicisme en Indonésie
- Liste des provinces ecclésiastiques catholiques